# 鶴崎展巨
鶴崎 展巨（つるさき のぶお、1956年 - ）は、日本の動物分類学者。鳥取大学名誉教授。元鳥取大学農学部教授。愛媛県松山市出身。理学博士（北海道大学・1984年）。ザトウムシに関する研究で知られる。長男は「東大王」元メンバーでクイズプレーヤーの鶴崎修功。

## 略歴
1956年、愛媛県松山市に生まれる。1974年に愛媛県立松山東高等学校を卒業後、広島大学理学部生物学科にて動物学を専攻し、1978年に同大学を卒業した。その後、北海道大学大学院理学研究科に進み、動物学専攻の博士後期課程を1983年に修了した。
研究者としてのキャリアは、1987年に鳥取大学教育学部の助手として始まる。その後、2001年には鳥取大学教育地域科学部の教授に就任し、2004年には同大学地域学部の教授として引き続き教育と研究に従事した。2017年からは同大学農学部の教授となり、2021年3月で定年退職後は、同大学の名誉教授の称号を授与された。

## 役職など
- 日本蜘蛛学会会長（2006 - 2011年）
- 日本分類学会連合代表
- 鳥取県生物学会会長
- 鳥取大学附属中学校校長（2015年 - 2019年）[5]

## 著作
- 鈴木正将、鶴崎展巨 著「ザトウムシ目」、青木淳一 編『日本産土壌動物検索図説』東海大学出版会、1991年5月。ISBN 9784486011569。
  - 鶴崎展巨、鈴木正将 著「ザトウムシ目」、青木淳一 編『日本産土壌動物検索図説』（第2版）東海大学出版会、2015年2月。ISBN 9784486019459。
- 鶴崎展巨 著「ザトウムシ・ダニ類」、石井実・大谷剛・常喜豊 編『日本動物大百科』 第8巻、日高敏隆監修、平凡社、1996年9月。ISBN 9784582545586。
- 鶴崎展巨 著「第1章　系統と分類、第2章　地理的変異と種分化」、宮下直 編『クモの生物学』東京大学出版会、2000年7月。ISBN 9784130602075。
- 鶴崎展巨 著「島根県のザトウムシ類：種のリストと地理変異」、日本生物教育会島根大会実行委員会 編『新島根の生物 日本生物教育会第61回全国大会記念誌』日本生物教育会島根大会実行委員会、2006年7月。
- 金子信博、鶴崎展巨、布村昇、長谷川元洋、渡辺弘之 著、日本土壌動物学会 編『土壌動物学への招待 採集からデータ解析まで』東海大学出版会、2007年5月。ISBN 9784486017554。
- 鶴崎展巨 著「長島田ノ浦海岸のヒトハリザトウムシ」、日本生態学会上関要望書アフターケア委員会 編『奇跡の海 瀬戸内海・上関の生物多様性』南方新社、2010年10月。ISBN 9784861241994。
- 鶴崎展巨 著「ザトウムシの生息環境」、宮下直 編『クモの科学最前線 進化から環境まで』北隆館〈環境Eco選書 11〉、2015年3月。ISBN 9784832607613。
- 鶴崎展巨『ザトウムシ: ところ変われば姿が変わる森の隠遁者』築地書館、2024年7月。ISBN 9784806716679。
- 鶴崎展巨『一寸の虫にも魅惑のトリビア: 進化・分類・行動生態学60話』築地書館、2024年8月。ISBN 9784806716686。

## 出演
- 【ドッキリ】鳥取大学名誉教授の鶴崎パパ、オフィスに来ちゃいました【キャリアノック！】 QuizKnock 動画

- 【Web限定トークあり】中2で学会へ！？鶴崎パパが語る「研究の面白さ」 QuizKnock インタビュー